# South Bend (Washington)
South Bend es una ciudad ubicada en el condado de Pacific en el estado estadounidense de Washington. En el año 2000 tenía una población de 1.807 habitantes y una densidad poblacional de 385,9 personas por km².

## Geografía
South Bend se encuentra ubicada en las coordenadas 46°39′49″N 123°48′4″O / 46.66361, -123.80111.

## Demografía
Según la Oficina del Censo en 2000 los ingresos medios por hogar en la localidad eran de $29.211, y los ingresos medios por familia eran $35.211. Los hombres tenían unos ingresos medios de $35.069 frente a los $23.906 para las mujeres. La renta per cápita para la localidad era de $14.776. Alrededor del 18,3% de la población estaban por debajo del umbral de pobreza.